# Duna

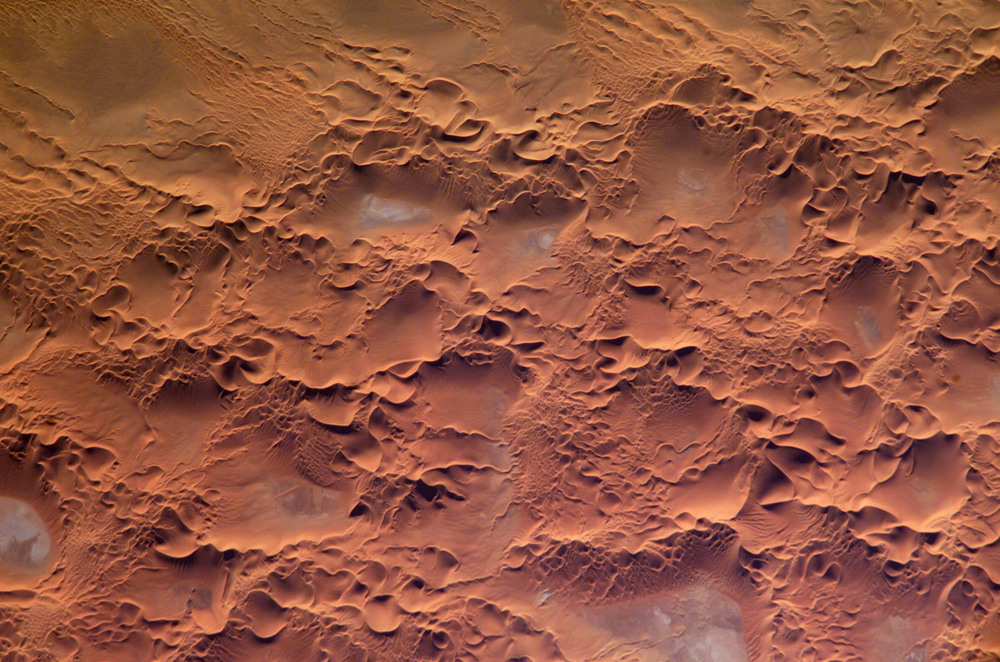
L'Erg, ossia mare di dune, di Issaouane, in Algeria, fotografato dallo spazio

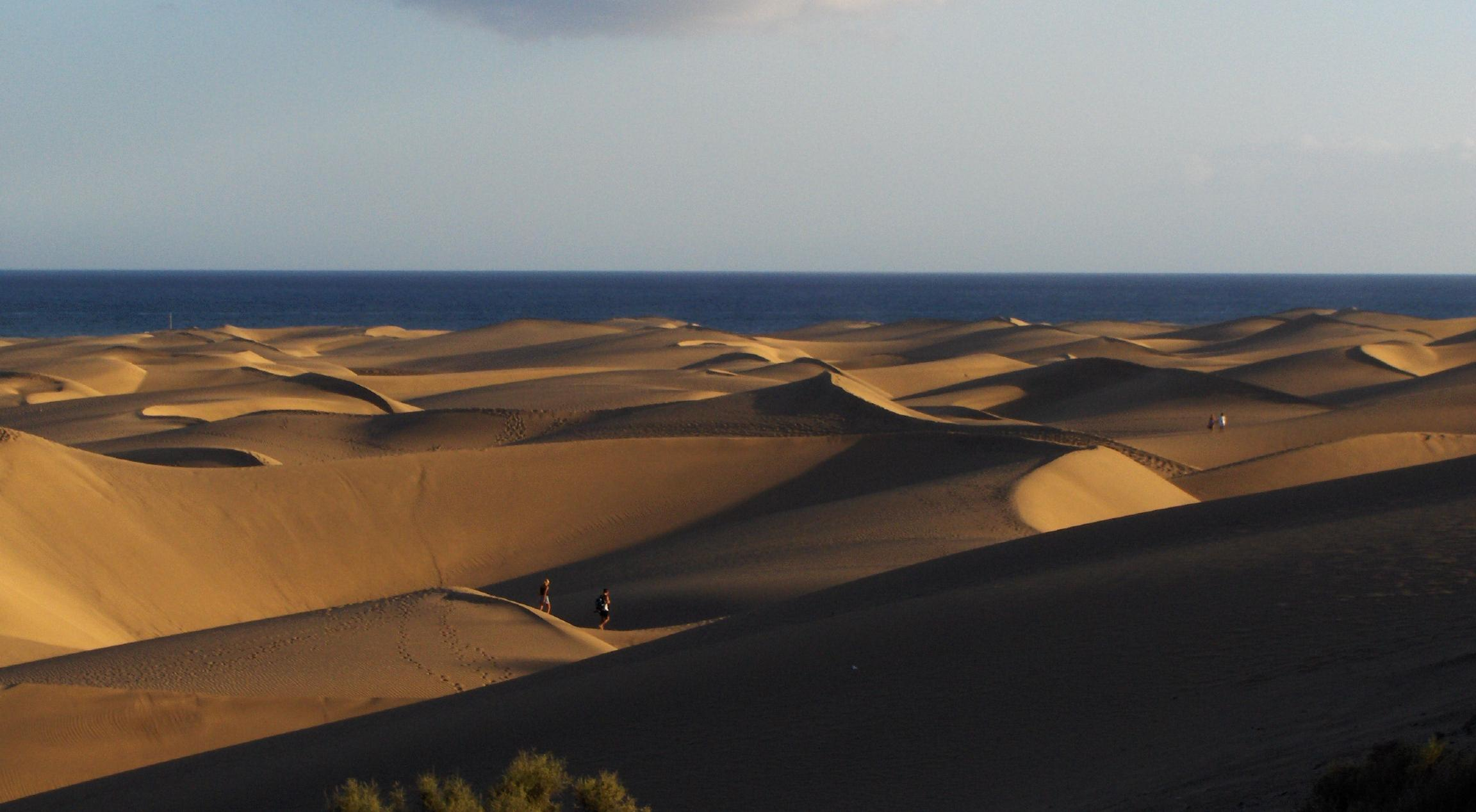
Dune di Maspalomas sull'isola di Gran Canaria, Spagna

Una duna è tipicamente (e nell'accezione comune) un accumulo di sedimento sabbioso di origine eolica, cioè determinato e modellato dall'azione dei venti, e quindi soggetto a continui spostamenti e ridimensionamenti dipendenti dalla direzione e forza del vento.
Le dune sono caratteristiche dei deserti sabbiosi ed anche delle coste sabbiose dove il fenomeno è meno accentuato dipendentemente dalla dimensione della spiaggia, dalle dimensioni dei granuli di sabbia e dalla forza dei venti. Nel caso delle coste, le dune sono di solito disposte parallelamente al litorale e contribuiscono a proteggere l'entroterra dall'azione degli agenti marini (onde di tempesta e venti di mare) e dall'azione della salsedine.
Esistono anche delle forme di fondo subacquee con morfologia simile a quella delle dune eoliche, dalle dimensioni da metriche a decametriche, dovute all'azione di correnti d'acqua unidirezionali in ambiente fluviale o deltizio e sono chiamati in sedimentologia dune subacquee (o barre).
Altri accumuli sabbiosi con morfologia simile a quella delle dune, ma dalle dimensioni da centimetriche a decimetriche, sono i ripple marks, conosciuti in italiano anche come increspature o ondulazioni.

## Descrizione

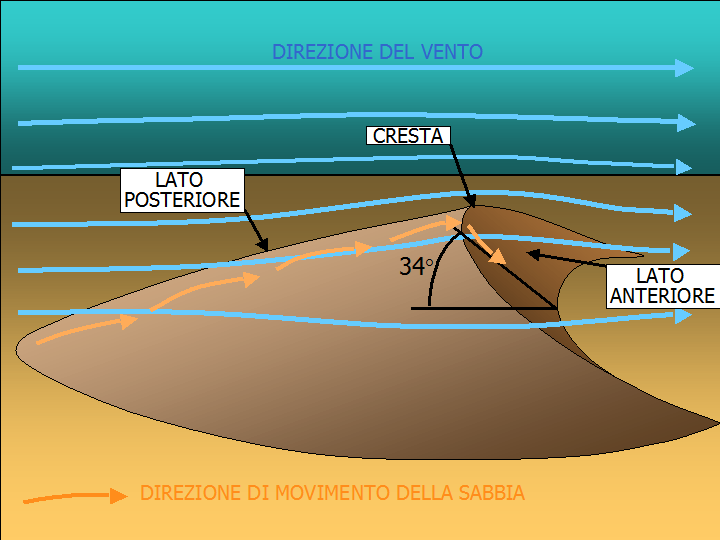
Schema generale della morfologia di una duna.

Le dune sono depositi sedimentari caratterizzati da una morfologia di base costante (nonostante una gamma molto ampia di varianti). Una duna può essere schematizzata come un accumulo caratterizzato da due lati con diversa pendenza:
- lato anteriore (lato sottovento o sottocorrente), orientato verso la direzione di movimento della duna, con pendenza più accentuata;
- lato posteriore (lato sopravvento o sopracorrente), orientato verso la direzione di provenienza del vento, con pendenza molto più bassa.

La cima della duna si definisce cresta, può essere più o meno allungata a seconda dello sviluppo e della morfologia dell'accumulo, e separa il lato anteriore da quello posteriore.

### Meccanismi di formazione e materiali

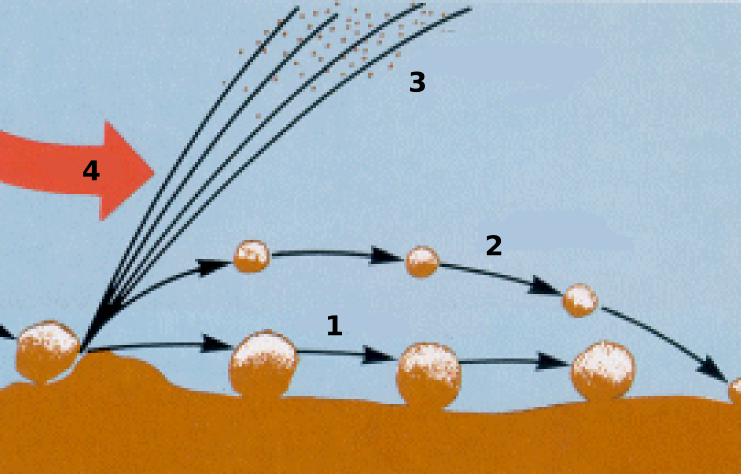
Schema dei principali meccanismi di trasporto in ambiente eolico. 1- reptazione (creep); 2- saltazione; 3- sospensione; 4- corrente eolica.

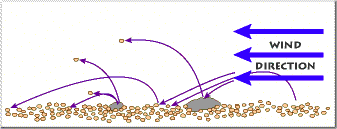
Schema del processo di saltazione dei granuli di sabbia sotto l'effetto di una corrente eolica. Le traiettorie dei granuli sono rappresentate realisticamente, con un angolo di impatto di circa 15°.

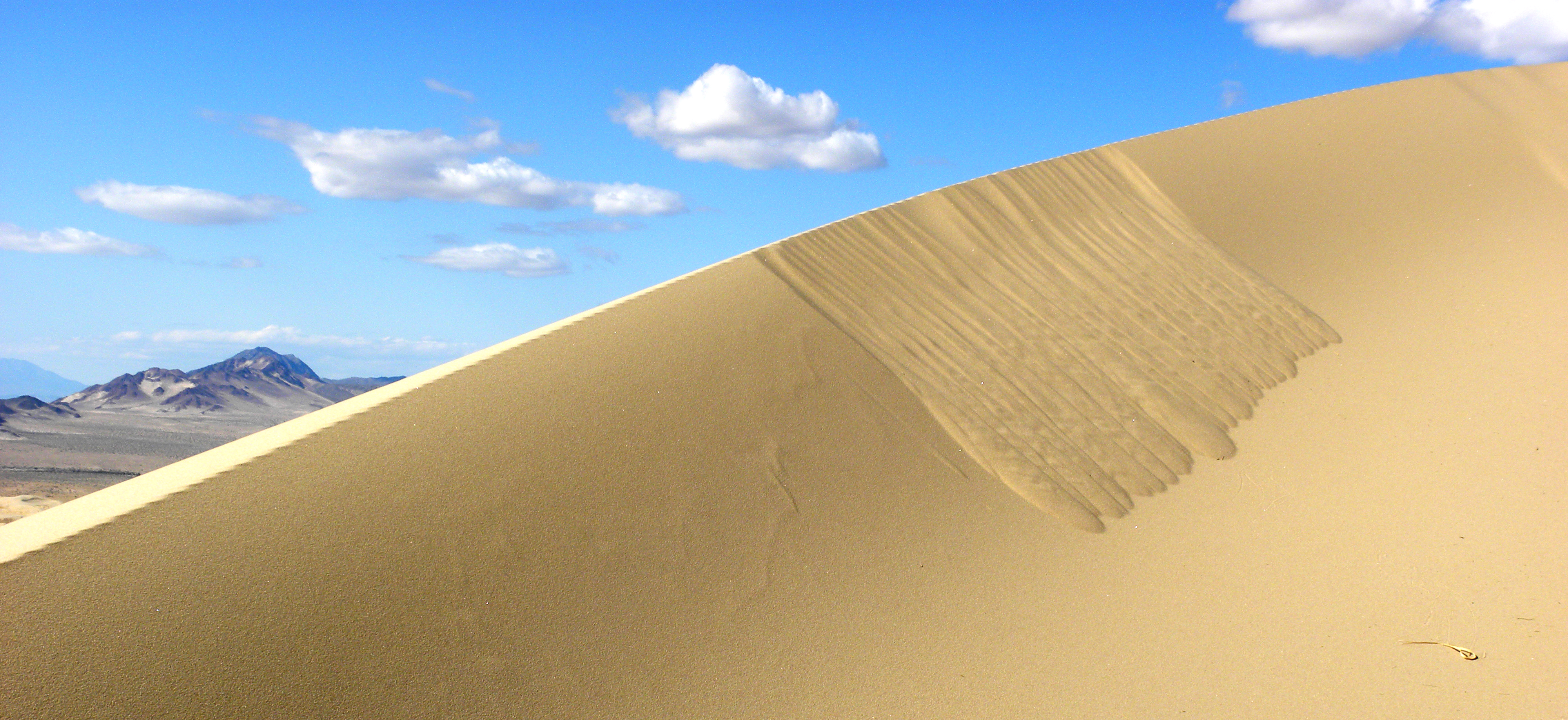
Sabbia franata dalla cresta di una duna: depositandosi sul pendio con pendenza vicina all'angolo di riposo la sabbia si trova in equilibrio precario, pronta a franare alla minima instabilità

Quando un fluido agisce su una superficie coperta da sedimento sciolto, con una velocità tale da esercitare uno stress di taglio maggiore dello stress di taglio critico, si attiva il movimento del sedimento.
La sabbia che va a comporre le dune viene messa a disposizione delle correnti eoliche da due tipi di processi:
- l'alterazione superficiale, determinata dall'alternanza di episodi caldi e freddi, l'infiltrazione di acque meteoriche e l'alterazione chimica delle acque di percolazione;
- l'azione erosiva degli agenti atmosferici, quali acqua corrente e vento. Sulle coste la sabbia può essere trasportata anche dai fiumi, o dalle correnti costiere.

Secondo studi di laboratorio, le correnti eoliche hanno minore capacità erosiva rispetto alle correnti subacquee, poiché la velocità critica di erosione di un flusso aereo è di circa 300–400 cm/s (contro i circa 20 cm/s necessari per una corrente d'acqua). L'equivalente della Curva di Hjulström determinata sperimentalmente da Sundborg per i flussi aerei mostra inoltre un minimo in corrispondenza di 0.06 mm di diametro dei granuli (rispetto ai 0.5 mm delle correnti acquee). Tutto questo significa che il vento necessita di velocità di flusso maggiori rispetto alle acque correnti per muovere sedimenti complessivamente più fini, a causa della minore densità e viscosità del flusso.

### Meccanismi di trasporto
I movimenti del sedimento tipici sono la saltazione, la sospensione,  e il trascinamento, con la prevalenza del primo in ambiente eolico: un granulo che viene preso in carico da una corrente eolica si muove per l'appunto "saltando" secondo una traiettoria curvilinea, e ricade con un angolo di impatto costante (intorno ai 15°). Se la ricaduta avviene su una superficie rocciosa il granulo rimbalza e può essere ripreso in carico. Se ricade su un letto di altri granuli, tende a scagliarli intorno favorendo la loro presa in carico da parte del vento e contribuendo a propagare il movimento, e ad innescare così un trasporto generalizzato di materiale sabbioso. Un altro meccanismo di trasporto presente è la reptazione (creep superficiale): se i granuli in fase di saltazione colpiscono altri granuli troppo pesanti per essere fatti saltare a loro volta, questi ultimi vengono spinti in avanti nella direzione del vento, "strisciando" lungo la superficie del sedimento.
Con queste modalità il vento preleva granelli di sabbia dal lato posteriore della duna e, facendoli saltare o strisciare fino ad oltre la cresta, li trasporta in aria per un tratto fino a depositarsi al suolo (caduta facilitata dal fatto che il lato sottovento della duna è in situazione di relativa calma di vento). Cadendo sul lato anteriore della duna stessa, i granuli tendono a scivolare formando piccole frane e adagiandosi sul pendio secondo l'angolo di riposo naturale (dipendente dalla granulometria del materiale). Durante gli eventi di tempesta più importanti, i granuli possono anche saltare in un punto più avanzato rispetto alla duna: in quest'ultimo caso il punto di caduta è la base su cui si formerà la duna successiva. Ogni duna viene quindi progressivamente "smantellata" dal vento, un granello di sabbia alla volta, e "ricostruita" più avanti; una nuova duna continua a crescere fino a quando, non più protetta dalle dune circostanti, la quantità di sabbia che le viene tolta dal vento supera quella apportata.
Il materiale fine (polveri), della granulometria del silt più fine e dell'argilla, viene trasportato dal vento in sospensione, permanendo in carico anche per notevoli distanze (centinaia o migliaia di chilometri), e sedimentando gradualmente per decantazione; questo materiale rimane in genere nei depositi come elemento "di fondo", senza dare origine ad accumuli morfologicamente caratterizzati.

### Caratteristiche dei depositi

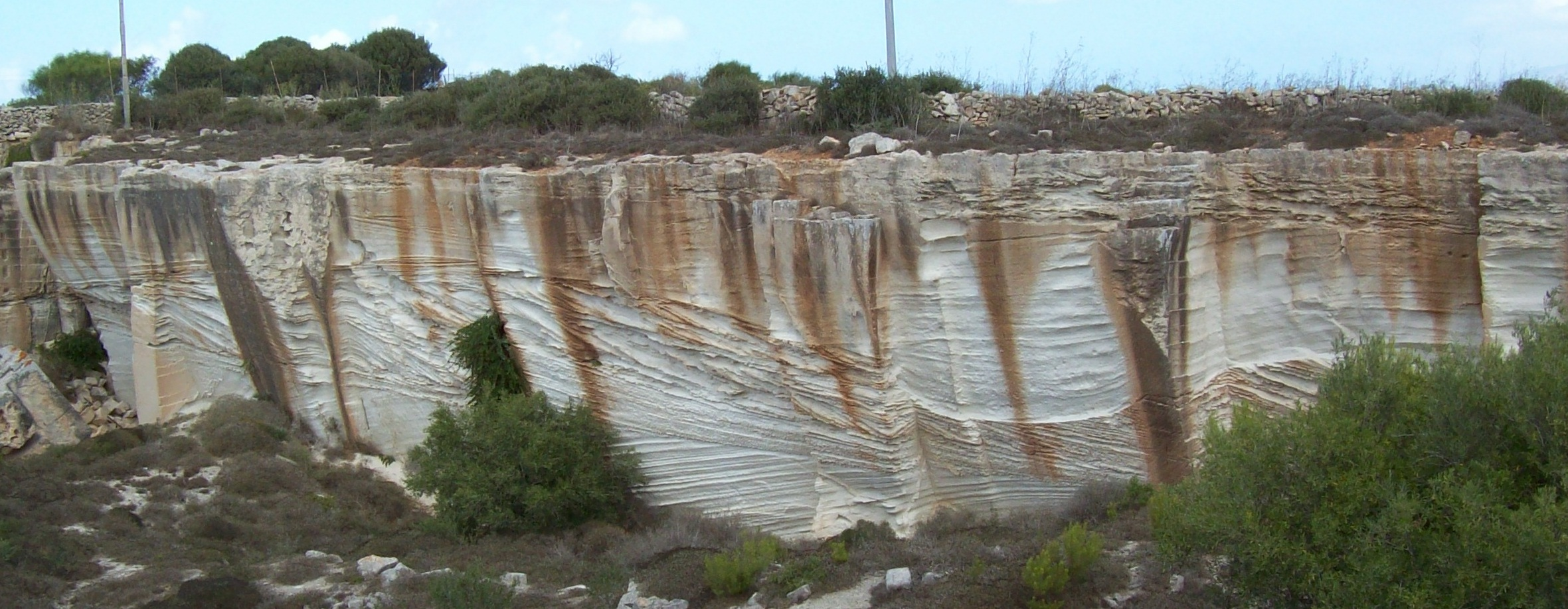
Depositi di duna di età pleistocenica visibili in un fronte di cava abbandonata nell'isola di Favignana (Isole Egadi, Sicilia). Ben visibile l'architettura di questi depositi, che conservano in sezione la morfologia originale (si tratta di vere e proprie dune fossili). L'affioramento visualizzato ha un'ampiezza di circa 30 m. La paleo-direzione del vento è approssimativamente da sinistra a destra, anche se non è possibile essere precisi guardando una sola sezione di affioramento (vedi testo). Per i depositi alla base dell'affioramento la direzione approssimativa del vento è opposta (da destra a sinistra).

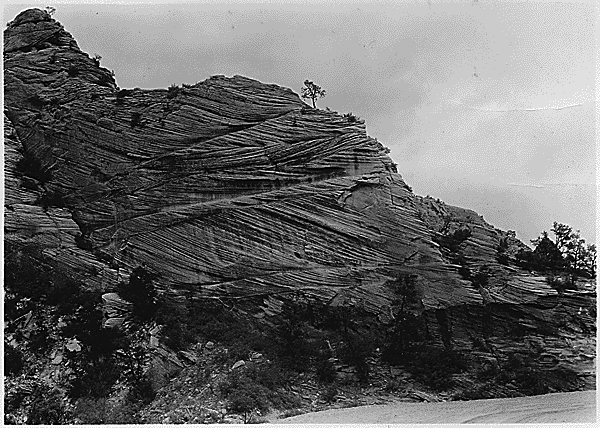
Depositi di duna dallo Utah (USA) in cui è evidende la tipica stratificazione incrociata a cuneo e la laminazione interna.

Le caratteristiche dei flussi eolici e i meccanismi di sedimentazione in gioco si riflettono nei caratteri medi dei depositi di duna. Si tratta di sabbie tipicamente supermature dal punto di vista tessiturale: sono estremamente classate (per la maggiore selettività delle correnti eoliche rispetto a quelle acquee, dovuta alla minore viscosità) e i granuli sono ben arrotondati (perché sottoposti ad una usura notevole dai processi di saltazione e reptazione). Può però essere presente una frazione consistente di materiale più fine della sabbia, derivata dalle polveri trasportate dal vento in sospensione.
I depositi di duna sono caratterizzati dalla giustapposizione di corpi planari a cuneo determinati da set di dune che avanzano successivamente le une sulle altre, e che danno origine ad una stratificazione incrociata piano-convessa. Entro questi corpi stratoidi sono normalmente presenti laminazioni interne ad angolo elevato, corrispondenti alle successive fasi di accumulo del materiale sabbioso sul lato anteriore (sottovento) delle dune. Questo materiale (come già accennato) tende a disporsi secondo l'angolo di riposo naturale, che per le sabbie è intorno ai 30°-34° (anche se localmente può raggiungere i 40°). La pendenza delle lamine quindi tende ad immergere nella direzione generale del vento: di conseguenza nei depositi fossili è possibile dedurre la direzione delle paleocorrenti eoliche, anche se è opportuno sottolineare che a causa dell'andamento non lineare delle dune la giacitura delle lamine ha nella maggior parte dei casi una certa dispersione, e occorre un approccio statistico fondato su un congruo numero di dati per una ricostruzione paleoambientale accurata. La granulometria della sabbia tende ad aumentare verso la base dei set di lamine, fenomeno dovuto al fatto che i granuli di sabbia tendono a scivolare e rotolare sulla superficie anteriore del corpo di duna, e quindi subiscono una selezione di tipo gravitativo (intuitivamente: i granuli più grossi e pesanti tendono a scivolare più in basso).

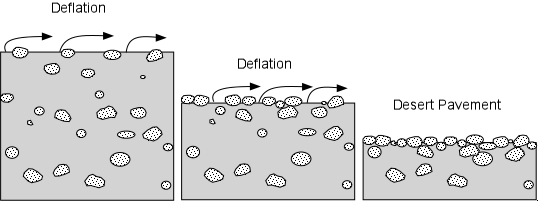
Schema dei meccanismi di trasporto nelle zone di deflazione (aree di pre-duna e interduna), con asportazione prevalente di materiale fine e concentrazione delle frazioni grossolane in letti residuali (desert pavement).

A questi caratteri di uniformità si contrappongono i caratteri dei depositi di pre-duna e interduna, tipici delle aree situate tra i depositi attivi di duna. Si tratta tipicamente di zone di deflazione, cioè di rimozione anziché di deposizione. Spesso si tratta addirittura di aree di roccia esposta, priva di copertura sedimentaria. Se vi sono depositi, il materiale che rimane è quello che il vento non riesce mai a rimuovere perché troppo pesante (o riesce a spostare solo molto lentamente durante le maggiori tempeste tramite il bombardamento dei granuli "saltanti"). Questi depositi sono più grossolani di quelli di duna e poco selezionati, con granulometria tipicamente bimodale per l'alternanza di letti residuali di ciottoletti e letti di sabbia dovuti alle pulsazioni della velocità del vento.

## Tipi di dune
Una prima classificazione delle dune può essere fatta suddividendole in base alla loro forma osservata dall'alto.

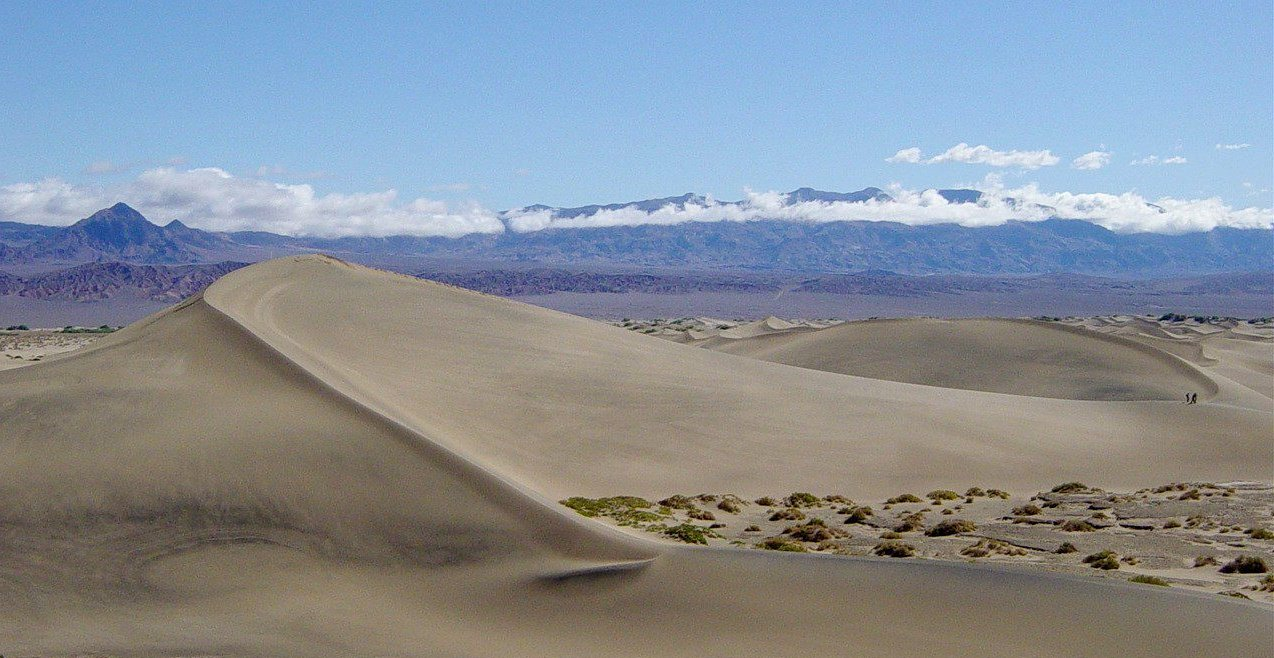
Valle della Morte (California), tipica barcana: il vento che l'ha prodotta soffia da sinistra verso destra nell'immagine. I due puntini scuri a destra sono persone

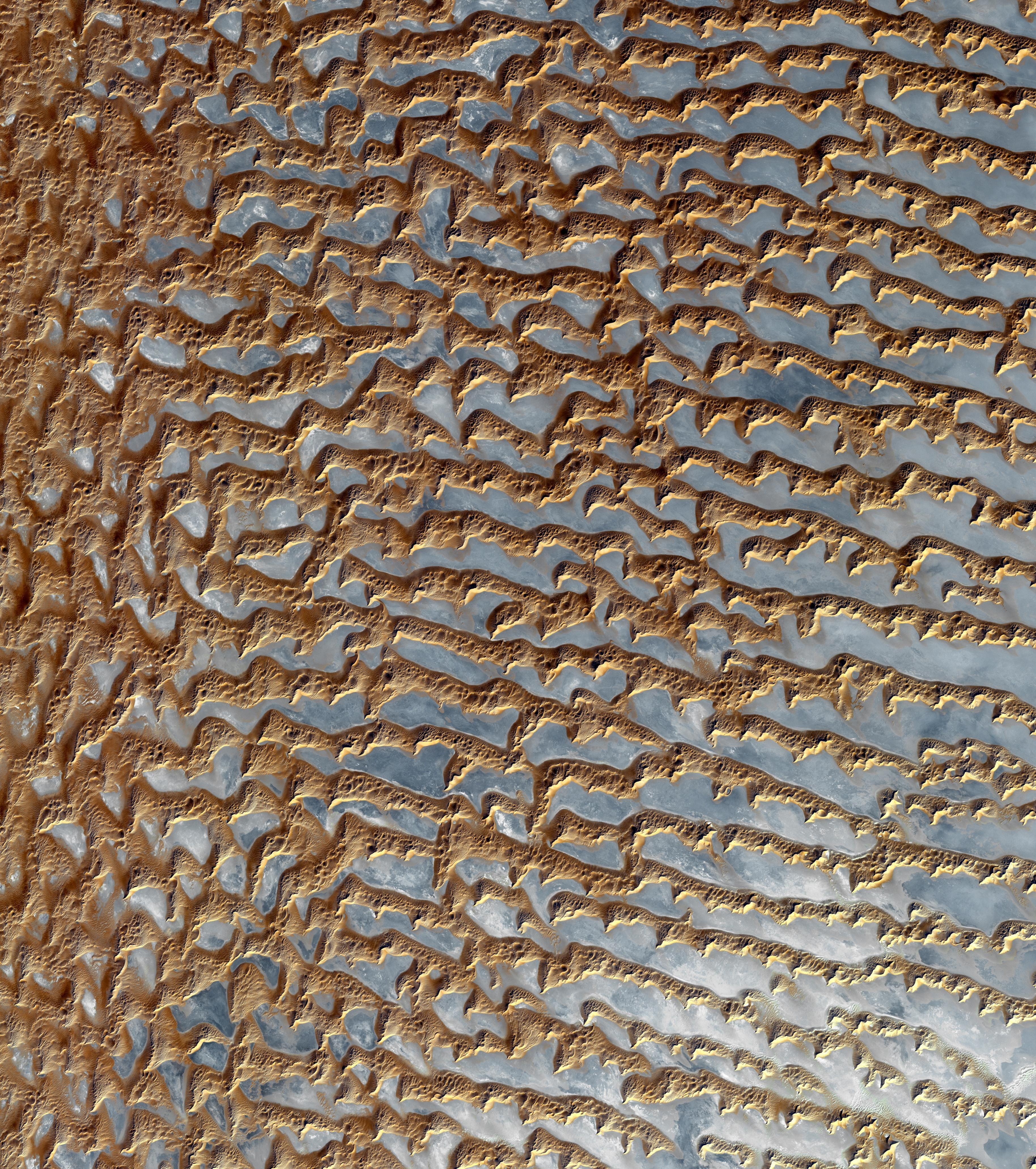
La tipica disposizione subparallela ad elevato sviluppo longitudinale (“seif”) delle dune del Rubʿ al-Khālī, foto scattata dal sensore ASTER del satellite per telerilevamento Terra (EOS AM-1). “Il quarto vuoto” (الربع الخالي) è uno dei più vasti deserti sabbiosi (erg) del mondo e ricopre il terzo più meridionale della penisola araba

### A mezzaluna
La forma più comune sulla Terra (e su Marte) di una duna è la forma a mezzaluna, detta anche barcana se arcuata o trasversale se presenta una morfologia tendenzialmente rettilinea perpendicolarmente alla direzione del vento. Le dune a forma di mezzaluna, generalmente, sono più larghe che lunghe. La parte anteriore della duna è il lato concavo. Queste dune sono formate da venti che soffiano da una sola direzione.
Alcuni tipi di dune a mezzaluna si muovono, o migrano, sulla superficie del deserto con una velocità superiore a quello degli altri tipi di duna; ad esempio, nella provincia di Ningxia in Cina un gruppo di dune si sono mosse con una velocità di 100 metri all'anno tra il 1954 ed il 1959. Velocità simili sono registrate nel deserto ad ovest dell'Egitto.
Le dune a mezzaluna più imponenti sulla Terra sono nel deserto Taklamakan in Cina, dove la distanza tra le creste di due dune può superare i 3 chilometri.

### Lineari
Sono dune più lunghe che larghe con creste diritte o un po' sinuose e possono raggiungere lunghezze maggiori di 160 km. Raramente sono creste isolate, mentre di solito sono disposte in file parallele separate tra loro da chilometri di sabbia, ghiaia o da corridoi rocciosi. Alcune dune lineari si uniscono tra loro formando delle conformazioni a "Y". Queste formazioni sono tipiche nelle regioni in cui sono presenti regimi di venti bidirezionali.

### A stella
Le dune a stella sono formazioni collinose a piramide con simmetria radiale e con tre o più lati che partono dalla parte alta della duna. Si formano nelle aree in cui vi è la presenza di regimi di venti multidirezionali. Le dune a stella crescono più verso l'alto che lateralmente e sono tipiche del deserto del Sahara orientale. In altri luoghi hanno la tendenza a formarsi ai margini del deserto, specialmente vicino a delle barriere naturali.
Probabilmente le più alte dune a stella della Terra sono presenti nel deserto di Badain Jaran in Cina, dove possono raggiungere i 500 metri di altezza.

### A cupola
Hanno forma ovale o circolare a cui manca una piccola parte su un fianco per essere complete. Le dune a cupola sono rare e si formano solitamente ai margini sopravvento del deserto.

### A parabola
Le dune a parabola sono colline di sabbia a forma di "U" e sono tipiche dei deserti costieri. La duna a parabola più estesa conosciuta ha una lunghezza di 12 chilometri.
Questo tipo di duna si forma quando alle estremità della formazione sabbiosa si comincia a formare della vegetazione che ne ferma il movimento mentre la parte centrale continua ad essere libera di muoversi. Si riesce a formare solamente quando il vento spira da una sola direzione predominante.

### Tipi complessi
Questi tipi di duna possono essere presenti in tre forme differenti: semplice, composta e complessa. Le dune semplici sono colline con un minimo numero di lati scoscesi che ne definiscono la tipologia geometrica. Le dune composte sono grandi dune sormontate da dune simili più piccole. Le dune complesse sono invece la combinazione di due o più tipi differenti di dune.
Una duna a mezzaluna con una duna a stella sovrapposta sulla relativa cresta è la duna complessa più comune. Le dune sono semplici quando il regime dei venti è rimasto costante durante la formazione della duna, mentre per le dune composte e complesse si sono avuti cambiamenti di intensità e senso del vento durante la loro creazione.

## Dune costiere
Le dune si possono formare sulle coste dove l'apporto di sedimenti sabbiosi da parte delle onde e delle correnti costiere permette la formazione di una spiaggia. Nella parte superiore della spiaggia (spiaggia emersa o backshore), può verificarsi l'asportazione di parte del materiale sabbioso (specialmente le frazioni granulometriche più fini) a causa dell'azione del vento. Questo materiale va a formare dune eoliche, che si sviluppano nella direzione dei venti dominanti. Nel processo di formazione delle dune le piante pioniere svolgono un ruolo fondamentale, consentendo la fissazione e la stabilizzazione della sabbia che altrimenti verrebbe dispersa altrove. Le dune forniscono alla spiaggia luoghi al riparo dal vento e dal sole.

### Colonizzazione delle dune costiere

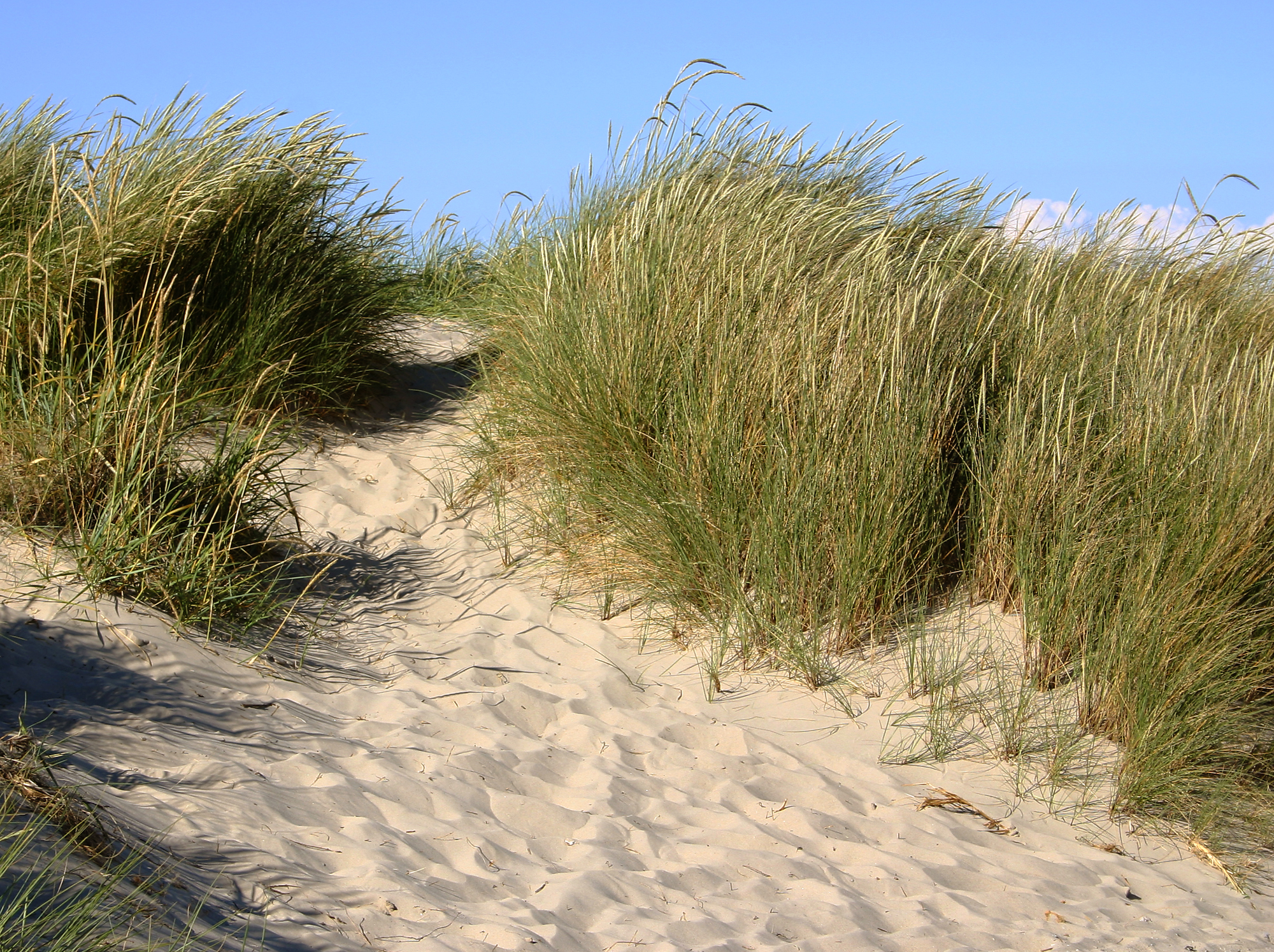
Colonizzazione di una duna

Mentre una duna si forma, ha inizio la colonizzazione. La duna costiera costituisce un ambiente estremo, dominato da condizioni di aridità e grande mobilità del substrato, con continui spruzzi di acqua salata provenienti dal mare, portati dai venti più forti. In questo contesto però, le alghe in decomposizione, depositate dalle onde di tempesta, apportano sufficienti sostanze nutrienti per permettere alla vegetazione pioniera, rappresentata soprattutto da piante alofite, l'inizio della colonizzazione. Si tratta di alcune specie di piante erbacee, molto ben adattate a superare queste difficili condizioni ambientali presenti all'interno delle dune. Tipicamente sono piante con una bassa dispersione dei liquidi ed hanno delle radici molto profonde in grado di raggiungere il livello della falda acquifera, costituendo in tal modo un reticolo che tende a consolidare il sedimento sabbioso. Nel frattempo altra sabbia si accumula sopra lo strato erboso facendo crescere le dimensioni della duna. Queste piante erbacee aggiungono azoto al terreno, permettendo la colonizzazione anche ad altre piante meno resistenti alle condizioni iniziali; anche queste nuove piante sono adatte ai terreni con basso contenuto idrico ed hanno foglie con piccoli pori per limitare la traspirazione. Questi nuovi inquilini aggiungono l'humus al terreno, avendo però un pH minore di 7 rendono il terreno leggermente acido. Successivamente possono installarsi le conifere, che sono in grado di tollerare terreni con pH basso.

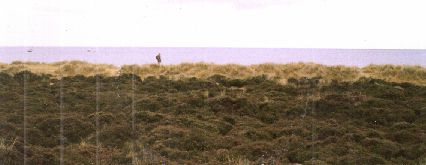
Dune grigie e gialle a Studland, Inghilterra

Le giovani dune sono chiamate dune gialle, le dune che hanno una gran quantità di humus sono chiamate dune grigie. L'humus solitamente si accumula nelle pieghe delle dune, trasportato qui durante le piogge, facendo sì che queste zone siano più ricche di vegetazione rispetto alla cima della duna.

### Importanza delle dune costiere e loro conservazione
Le dune costiere, oltre a rappresentare un importante ecosistema meritevole di conservazione, svolgono un ruolo importante nella difesa della costa dall'ingressione del mare. Sono infatti un ostacolo fisico al suo avanzamento e costituiscono un consistente deposito di sabbia che può ripascere naturalmente la spiaggia dopo che le mareggiate invernali hanno distrutto la spiaggia ed intaccato la duna stessa. Le dune costiere sono uno degli ambienti naturali più minacciati, perché il turismo balneare le considera un inutile ingombro. Centinaia di chilometri di coste hanno già perduto ogni naturalità e al posto delle dune sorgono edifici costieri, strade, parcheggi, stabilimenti balneari. Pochi sistemi dunali si sono conservati dove l'utilizzo della spiaggia si è mantenuto più a lungo sostenibile. Anche in questi luoghi, tuttavia, la distruzione avanza: anno dopo anno le concessioni demaniali aumentano e i gestori ampliano poco alla volta lo spazio occupato dalle loro attrezzature. La stessa pulitura dell'arenile con mezzi meccanizzati porta alla sparizione delle dune.

## Dune subacquee
Le dune subacquee si formano sui letti sabbiosi o ghiaiosi, sotto l'azione dei flussi dell'acqua. Sono solitamente ubicate in canali naturali come fiumi ed estuari ed anche in canali e condutture costruiti dall'uomo. Questo tipo di duna si muove verso valle; il loro materiale di costruzione è prelevato dalla parte alta mediante l'erosione effettuata dallo scorrere dell'acqua ed i depositi si hanno nei punti di minor pendenza e nella parte bassa del corso. Normalmente queste dune mostrano una somiglianza alla lunghezza ed altezza delle onde sovrastanti.
Le dune presenti sul letto di un canale aumentano di molto la resistenza al flusso dell'acqua e sono una tra le cause principali delle inondazioni.

## Esogeologia

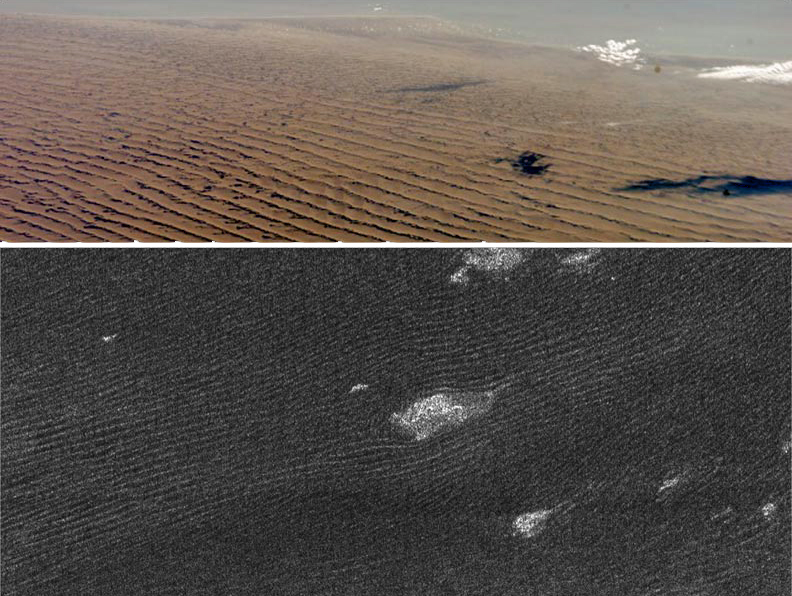
Immagine inferiore: dune composte da sedimenti sabbiosi su Belet (una formazione di albedo scura sulla superficie equatoriale di Titano, il satellite maggiore di Saturno). Viene proposto il confronto (immagine superiore) con dune sabbiose della costa namibiana.

Dune con caratteristiche del tutto simili a quelle degli analoghi terrestri sono riscontrabili sulla superficie del pianeta Marte. Queste forme, dovute alle tempeste di vento marziane, sono state riprese diffusamente dalla fotocamera spaziale HiRISE, montata sulla sonda Mars Reconnaissance Orbiter.  Le dimensioni tipiche sono 25 m tra una cresta e l'altra. L'età assoluta di alcune di queste formazioni si può ricondurre al periodo amazzoniano, l'ultimo dell'evoluzione geologica del pianeta rosso.
Un altro corpo celeste in cui le dune eoliche sono ben sviluppate è Titano, il satellite maggiore di Saturno, anche qui con caratteri del tutto comparabili rispetto a quelli terrestri.

## Potenziale di ricerca degli idrocarburi

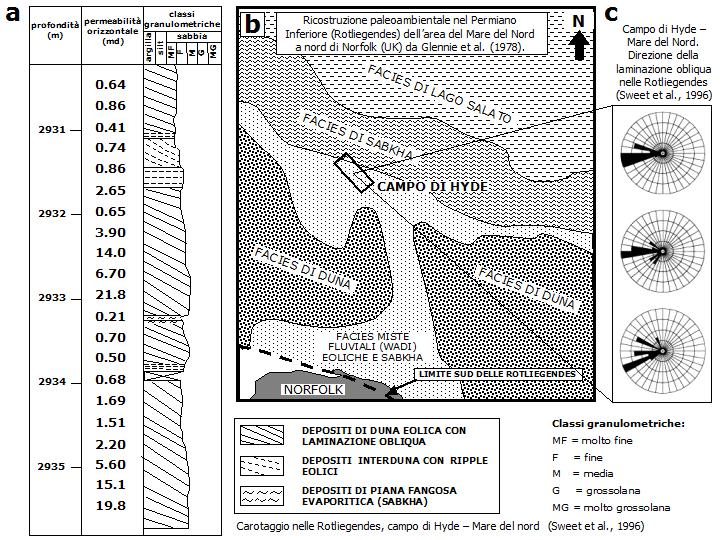
Depositi di duna eolica dal Permiano del Mare del Nord (campo petrolifero di Hyde). a) interpretazione sedimentologica di un tratto di carotaggio entro facies prevalenti di duna (Rotliegendes, Permiano Inf.), con evidenti laminazioni oblique. Notare che i valori di permeabilità tendono a crescere verso la base della laminazione, con l'aumentare della granulometria della sabbia entro le lamine; b) ricostruzione paleoambientale nell'area a nord del Norfolk (UK) al tempo della sedimentazione delle Rotliegendes; c) Direzione della pendenza delle laminazioni in tre unità stratigrafiche entro le Rotliegendes (dati da log di pozzo). Riferimenti bibliografici in figura.

Gli ambienti aridi (sia caldi che freddi) in cui dominano i processi eolici non sono favorevoli alla conservazione e all'accumulo della materia organica e quindi allo sviluppo di rocce madri, a causa degli intensi processi di ossidazione che li caratterizzano.
Tuttavia, i depositi sabbiosi di duna (sia di ambiente desertico che di spiaggia) possono costituire per le loro caratteristiche tessiturali (buona classazione e arrotondamento dei granuli) ottime rocce serbatoio, dotate di elevata porosità e permeabilità; questo ovviamente nel caso in cui i fattori diagenetici post-deposizionali non abbiano influito negativamente su questi caratteri favorendo la cementazione dei sedimenti.
Quindi, ove le condizioni strutturali e paleoambientali del sottosuolo abbiano portato in comunicazione sabbie eoliche con rocce madri (sia di origine marina o lacustre), e in presenza di una trappola strutturale o stratigrafica, si possono produrre accumuli significativi di idrocarburi.
In questo tipo di giacimenti, la frequenza delle laminazioni (che costituisce il motivo deposizionale dominante) causa una netta anisotropia dei sedimenti sedimenti sabbiosi, nei quali la permeabilità presenta valori molto diversi in direzione parallela alle lamine (in cui risulta più elevata) e in direzione perpendicolare alle stesse (in cui la permeabilità risulta decisamente più bassa). Anche l'aumento della granulometria verso la base dei set di lamine può dare origine ad una anisotropia alla scala del singolo deposito di duna. Inoltre, lo sviluppo stesso dei corpi di duna (lineari, semilunati etc.), determina una anisotropia a scala più grande. Questi vari gradi di anisotropia, una volta iniziata la coltivazione del giacimento e l'estrazione degli idrocarburi, possono influenzare la direzione di flusso dei fluidi (acqua, gas, olio) all'interno della roccia serbatoio, e quindi il regime della produzione. Di tutto questo è opportuno tenere conto preliminarmente in sede di studio del giacimento per una corretta collocazione dei pozzi produttori (ed eventualmente iniettori), per l'ottimizzazione della produzione stessa. Per questo motivo, si utilizza la ricostruzione della giacitura degli strati e delle lamine tramite i log di immagine registrati in pozzo per lo studio sedimentologico dei serbatoi e in particolare per la ricostruzione dell'orientamento dei venti dominanti durante la sedimentazione e dello sviluppo dei depositi. In questo modo è spesso possibile ottenere criteri predittivi per ricostruire la distribuzione dei depositi sabbiosi e per la modellizzazione della dinamica dei fluidi in tutta l'area del giacimento.
Un classico esempio di roccia serbatoio caratterizzata da facies di ambiente eolico è costituito dalle arenarie rossastre e varicolori del Permiano Inferiore del Mare del Nord (Formazione Rotliegendes), facies diffuse anche nei Paesi Bassi e in Germania. Si tratta di sedimenti depositatisi in un ambiente arido simile a quello dell'attuale sponda occidentale del Golfo Persico, caratterizzato dalla presenza di lagune e laghi salati passanti lateralmente a piane evaporitiche, confinanti con campi di dune e ad aree a sedimentazione fluviale effimera (wadi). In figura è riportato l'esempio del campo petrolifero di Hyde (Mare del Nord meridionale). Nel modello deposizionale del giacimento i sedimenti eolici sono stati interpretati come depositi di duna di tipo semilunato semplice(per la forte unimodalità dell'orientamento delle lamine verso ovest).